# Liste der Baudenkmale in Neubukow
In der Liste der Baudenkmale in Neubukow sind alle Baudenkmale der Stadt Neubukow (Landkreis Rostock) und ihrer Ortsteile aufgelistet (Stand 10. Februar 2021).

## Neubukow
| ID  | Lage                        | Bezeichnung                                             | Beschreibung | Bild                                                    |
| --- | --------------------------- | ------------------------------------------------------- | --- | ------------------------------------------------------- |
| 523 | Am Brink 1 (Karte)          | Wohnhaus mit Gartenmauer                                | | Wohnhaus mit Gartenmauer                                |
| 524 | Am Markt 1 (Karte)          | Rathaus mit rückwärtigem Funktionsgebäude               | Barocker Putzbau von 1788 mit Zwerchgiebel und Mansarddach | Rathaus mit rückwärtigem Funktionsgebäude               |
| 525 | Am Markt 6 (Karte)          | Wohn- und Geschäftshaus                                 | | Wohn- und Geschäftshaus                                 |
| 526 | Bahnhofsplatz 1 (Karte)     | Bahnhof mit Empfangsgebäude, Güterschuppen, Einfriedung | | Bahnhof mit Empfangsgebäude, Güterschuppen, Einfriedung |
| 527 | Bahnhofsplatz 2 (Karte)     | Wohnhaus                                                | | Wohnhaus                                                |
| 528 | Keneser Straße 29 (Karte)   | Post                                                    | | Post                                                    |
| 529 | (Karte)                     | Stadtkirche Neubukow                                    | Gotische, dreischiffige, zweijochige Hallenkirche aus Backstein auf Feldsteinsockel aus der Mitte des 13. Jahrhunderts; eingezogener, rechteckiger Chor; quadratischet, 52 m hohen Westturm aus dem 15. Jh. | Stadtkirche Neubukow                                    |
| 542 | Vor der Kirche              | Gedenkstein und -tafel für Heinrich Schliemann          | Der Vater von Heinrich Schliemann war Pastor in Neubukow. | Gedenkstein und -tafel für Heinrich Schliemann          |
| 530 | Kröpeliner Tor 5 (Karte)    | Armenhaus („Burchard-Asyl“)                             | |                                                         |
| 534 | Mühlenstraße 3 (Karte)      | Pfarrhaus                                               | | Pfarrhaus                                               |
| 535 | Mühlenstraße 5 (Karte)      | Wohnhaus                                                | | Wohnhaus                                                |
| 536 | Mühlenstraße 10 (Karte)     | Wohn- und Geschäftshaus                                 | | Wohn- und Geschäftshaus                                 |
| 537 | Mühlentor (Karte)           | Windmühle                                               | Galerie-Holländer-Windmühle von 1910; funktionstüchtiges Flügelsystem mit Bilauschen Ventikanten zur Drehzahl- und Leistungsregelung. Flügelspannweite 24 m; Mehlproduktion bis 1991.                       | Windmühle                                               |
| 538 | Mühlentor 4 (Karte)         | Wassermühle und Speicher                                | | Wassermühle und Speicher                                |
| 539 | Mühlentor 5 (Karte)         | Villa                                                   | | Villa                                                   |
| 540 | Mühlentor 6 (Karte)         | Wohnhaus                                                | | Wohnhaus                                                |
| 541 | Mühlentor 7 (Karte)         | Wohnhaus mit Werkstatt und Stallgebäude                 | |                                                         |
| 543 | Wismarsche Straße 5 (Karte) | Wohn- und Geschäftshaus                                 | |                                                         |
| 544 | Wismarsche Straße           | Jüdischer Friedhof                                      | |                                                         |
| 545 | Wollenweberstraße 4 (Karte) | Wohnhaus (ehemalige Synagoge)                           | |                                                         |
| 546 | Wollenweberstraße 9 (Karte) | Schule                                                  | | Schule                                                  |

## Spriehusen
| ID   | Lage                         | Bezeichnung                             | Beschreibung                                                                                          | Bild                                    |
| ---- | ---------------------------- | --------------------------------------- | --- | --------------------------------------- |
| 689  | Neubukower Straße 17 (Karte) | Gutshaus                                | Neogotischer, sanierter, 10-achs. Putzbau von 1852 (Umbau) mit Mittelrisalit und hohem Sockelgeschoss | Gutshaus                                |
| 689a | Neubukower Straße 17 (Karte) | Fachwerk-Wohnhaus (ehemaliger Speicher) | | Fachwerk-Wohnhaus (ehemaliger Speicher) |

## Quelle
Denkmalliste des Landkreises Rostock A ‐ Z (Stand: 10. Februar 2021; PDF, 497 KB)